# Carl Wilhelm Borchardt
Carl Wilhelm Borchardt (1817-1880) va ser un matemàtic alemany.

## Vida i Obra
Borchardt era fill d'un ric comerciant jueu, molt ben considerat, de Berlín. De nen va estudiar amb tutors privats, entre els quals estava Julius Plücker. El 1836 va ingressar a la universitat de Berlín on va estudiar amb Dirichlet i el 1839 va traslladar-se a la universitat de Königsberg on es va doctorar el 1843 supervisat per Jacobi.
El 1848 va ser escollit membre de l'Acadèmia Prussiana de les Ciències i a partir de 1855, en morir el seu fundador August Leopold Crelle, va ser editor del Journal de Crelle (títol oficial: Journal für die reine und angewandte Mathematik), fins a la seva mort el 1880.
Tot i haver obtingut la seva habilitació a la universitat de Berlín el 1848, no hi va donar gaires classes per la seva mala salut, dedicant el seu patrimoni al suport del Journal de Crelle.
Les seves obres, uns vint-i-cinc articles i altres breus ressenyes, van ser publicades el 1888 per G. Hettner sota el títol de Gesammelte werke. Auf veranlassung der Königlich Preussischen Akademie der Wissenschaften. Entre els articles destaquen alguns dedicats als arbres d'expansió d'un graf complet, teoria dels invariants i mitjanes aritmètic-geomètriques.